# اسپرینگ دیل هایتز (نیو ساوت ولز)
اسپرینگ دیل هایتز (به انگلیسی: Springdale Heights) یک حومه شهر در استرالیا است که در نیو ساوت ولز واقع شده‌است.